# TV Game Radions V3
TV Game Radions V3（ティー・ヴィー・ゲーム・ラジオンズ・ブイスリー）は、2009年10月10日から2014年10月25日 まで放送されていたラジオ番組(アニラジ)。

## 概要
内藤寛と豊嶋真千子（アシスタント）、そして高橋直純（コーナー担当）がラジオパーソナリティを務めていたラジオ番組である。1992年から始まった「TV Game Radions」のシリーズである。2009年に開始以降、800回、900回を突破し、2013年に1000回突破している。2014年10月末に通算1055回で再び終了。これをもって「TV Game Radions」シリーズはおよそ22年の歴史に幕を降ろした。同時になんわかラジオも260回で終了を迎えた。

### 放送していた時間
- 東海ラジオ (1332kHz) 土曜 27:00 - 27:30 (2012年4月8日以降) 
  - 2009年10月10日 - 2012年4月1日は土曜 25:30 - 26:00であった。
  - プロ野球中継『東海ラジオ ガッツナイタースペシャル』がナイターの場合、中継延長時（2012年4月8日以降は、中継終了時間が23:15を越えた場合）には放送時間が繰り下げられることになっている。ただしさらに遅い時間帯の自主制作番組を休止して時間調整するため、よほどの非常事態でない限り、地上波での放送が休止されることはない。
  - 重要なお知らせ 東海ラジオでは放送設備工事に伴い、2012年11月10日・17日・24日・12月1日の放送はその日の23時00分 - 23時30分に放送時間が繰り上がって放送となる。
  - 重要なお知らせ 東海ラジオでは放送設備工事に伴い、2013年2月2日・9日・16日・23日・3月2日・9日・16日・23日・30日・4月6日・4月13日の放送はその日の23時00分 - 23時30分に放送時間が繰り上がって放送となる。
- ニコニコ動画 月曜更新 (2012年4月1日放送分より) ※毎週1週間限定公開（配信初期は月曜火曜のみの限定公開だった）。最終回のみ配信なし。

### 過去のネット局
- 東北放送 (1260kHz) 日曜 24:30 - 25:00 (2011年7月3日 - 2012年4月1日)

### スタッフ
- パーソナリティ：内藤寛、豊嶋真千子 （アシスタント）、 高橋直純 (『君に会えてV3』コーナー担当)
- 担当ディレクター：やのデビル

### テーマソング
- オープニング：LOVE SHAKER
- エンディング：RUNABOUTな夜だから

## コーナー
- 内藤寬のスーパープロフェッサーZ：内藤がリスナーの質問に答える。元々は『TV Game Radions』時代の「即席プログラム」に似たもの。
- 君に会えてV3：高橋直純の近況報告、音楽活動の情報について。
- 真千子のありありDEポン：お題に則して答えるコーナー。いわゆる三題噺。
- ふつおた：普通のお便り紹介コーナー。

## ポッドキャスティング
『TV Game Radions V3』休止期間中の2009年4月からラジオレンジなブログ内で毎週木曜日更新で配信されている約15分のトーク番組。本編と呼称される地上波放送『TV Game Radions』と同じスタッフで制作されている。

### 内藤寬のなんわかラジオ
パーソナリティは内藤寬。2009年4月9日に第0回が配信され、2009年9月30日配信の第25回まで全26回が配信された。

### 元祖! なんわかラジオ
パーソナリティは内藤寬・豊嶋真千子・高橋直純の3名。本編再開にあわせ『内藤寬のなんわかラジオ』がリニューアルした番組。2009年10月5日から2014年10月23日まで配信された。全260回。

## エピソード
- 過去にナイター放送の延長で深夜3:55～4:25へ時間変更された回が1回ある。
- 土曜深夜3:00～3:30への時間変更は急遽決まったため「リスナーの皆さん申し訳ない!!」と、2012年4月7日放送分で謝罪する場面があった。
  - この理由は本来この番組が放送されていた枠に別のアニラジ番組が新番組で始まったためである。